# Женская сборная Кот-д’Ивуара по баскетболу 3×3
Женская сборная Кот-д’Ивуара по баскетболу 3×3 представляет Кот-д’Ивуар на международных соревнованиях по баскетболу 3×3. Управляющим органом является Федерация баскетбола Кот-д’Ивуара (фр. Fédération Ivoirienne de Basket-Ball, FIBB).
По состоянию на 25 сентября 2024, женская сборная Кот-д’Ивуара по баскетболу 3×3 занимает 92-е место в мировом рейтинге ФИБА женских сборных по баскетболу 3×3.

## Результаты выступлений
| Турнир           | Золото | Серебро | Бронза | Всего |
| ---------------- | ------ | ------- | ------ | ----- |
| Чемпионат Африки | —      | —       | —      | —     |
| Африканские игры | —      | —       | —      | —     |
| Итого            | —      | —       | —      | —     |

### Чемпионат Африки
| Год        | Место          | Игры           | Победы         | Поражения      | Состав команды                                                                    |
| ---------- | -------------- | -------------- | -------------- | -------------- | --------------------------------------------------------------------------------- |
| Ломе 2017  | 4              | 6              | 3              | 3              | Adjoua Paule Amandine Kouakou, Fatoumata Koné, Mamiky Cisse, Souko Maimouna Thiam |
| Ломе 2018  | 10             | 2              | 0              | 2              | Solange Irene Bognini, Fatoumata Koné, Mamiky Cisse, Fofana Minata                |
| 2019—н. в. | не участвовали | не участвовали | не участвовали | не участвовали | не участвовали                                                                    |

### Африканские игры
| Год        | Место          | Игры           | Победы         | Поражения      | Состав команды                                                                                   |
| ---------- | -------------- | -------------- | -------------- | -------------- | ------------------------------------------------------------------------------------------------ |
| 2019       | не участвовали | не участвовали | не участвовали | не участвовали | не участвовали                                                                                   |
| Аккра 2023 | 8              | 4              | 1              | 3              | Grâce Axelle Marie Morgane Tolo, Adidjata Traoré, Affoué Emmanuella Désirée Konan, Aissata Dieng |